# Vasilij Nemirovitj-Dantjenko
Vasilij Ivanovitj Nemirovitj-Dantjenko (ryska: Василий Иванович Немирович-Данченко), född 5 januari 1849 (gamla stilen: 24 december 1848) i Tbilisi, död 18 september 1936 i Prag, var en rysk författare. Han var bror till Vladimir Nemirovitj-Dantjenko.
Nemirovitj-Dantjenko gav i många arbeten fängslande reseskildringar till lands och sjöss, däribland Laplandija i laplandtsy, och utmärkta krigskorrespondenser från rysk-turkiska kriget 1877–1878 och från rysk-japanska kriget 1905. Sina erfarenheter omsatte han även konstnärligt i flera romaner, däribland Groza (Stormen, 1880), Plevna i Sjipka (1881) och Vpered (Framåt, 1883). Dessutom författade han en biografi om general Michail Skobeljev (1882).